# Dolbeault-Kohomologie
Die Dolbeault-Kohomologie ist eine mathematische Konstruktion aus dem Bereich der Differentialtopologie und der komplexen Geometrie. Benannt wurde sie nach dem Mathematiker Pierre Dolbeault, der sie 1953 definierte und untersuchte. Die Dolbeault-Kohomologie ist eine spezielle Kohomologietheorie. Als Analogon zur De-Rham-Kohomologie auf komplexen Mannigfaltigkeiten ist sie ebenfalls zentral in der Hodge-Theorie.

## Dolbeault-Komplex
Im Folgenden werde mit {\displaystyle {\mathcal {A}}^{p,q}} die Menge der {\displaystyle (p,q)}-Differentialformen bezeichnet. Sei {\displaystyle M} eine {\displaystyle n}-dimensionale komplexe Mannigfaltigkeit, {\displaystyle U\subset M} eine offene Teilmenge und 
{\displaystyle {\overline {\partial }}\colon {\mathcal {A}}^{p,q}(U)\to {\mathcal {A}}^{p,q+1}(U)}
der Dolbeault-Quer-Operator. Dann heißt die Sequenz
{\displaystyle 0\longrightarrow {\mathcal {A}}^{p,0}(U){\stackrel {{\overline {\partial }}_{0}}{\longrightarrow }}{\mathcal {A}}^{p,1}(U){\stackrel {{\overline {\partial }}_{1}}{\longrightarrow }}{\mathcal {A}}^{p,2}(U){\stackrel {{\overline {\partial }}_{2}}{\longrightarrow }}\ldots {\stackrel {{\overline {\partial }}_{n-1}}{\longrightarrow }}{\mathcal {A}}^{p,n}(U)\longrightarrow 0}
{\displaystyle p}-ter Dolbeault-Komplex. Dieser  Komplex ist ein Kokettenkomplex, denn es gilt {\displaystyle {\overline {\partial }}_{k+1}\circ {\overline {\partial }}_{k}=0.} Da die zugrundeliegende Mannigfaltigkeit endlichdimensional ist, bricht der Komplex nach {\displaystyle n} Schritten ab. Außerdem ist der Dolbeault-Komplex elliptisch, das heißt der Kokettenkomplex der Hauptsymbole von {\displaystyle {\overline {\partial }}} ist exakt.

## Dolbeault-Kohomologie
Aus diesem {\displaystyle p}-ten Kokettenkomplex erhält man auf gewohnte Weise eine Kohomologie. Diese Kohomologie heißt {\displaystyle p}-te Dolbeault-Kohomologie und wird durch {\displaystyle H_{\overline {\partial }}^{p}(U)} notiert. Die {\displaystyle q}-te Kohomologiegruppe der {\displaystyle p}-ten Dolbeault-Kohomologie oder kurz die {\displaystyle (q,p)}-te Dolbeault-Gruppe ist also definiert als
{\displaystyle H_{\overline {\partial }}^{p,q}(U)=\mathrm {Kern} \left({\overline {\partial }}_{q}\right)/\mathrm {Bild} \left({\overline {\partial }}_{q-1}\right).}
Genauso wie bei der De-Rham-Kohomologie sind die Kohomologiegruppen auch Vektorräume.

## Satz von Dolbeault
Der Satz von Dolbeault ist ein komplexes Analogon zum Satz von de Rham. Mit {\displaystyle \Omega ^{p}(M)} wird die Garbe der holomorphen {\displaystyle p}-Formen auf der komplexen Mannigfaltigkeit {\displaystyle M} bezeichnet. Der Satz von Dolbeault besagt nun, dass die {\displaystyle q}-te Garbenkohomologiegruppe mit Werten in den holomorphen {\displaystyle p}-Formen {\displaystyle H_{G}^{q}(M,\Omega ^{p}(M))} isomorph zur {\displaystyle q}-ten Kohomologiegruppe der {\displaystyle p}-ten Dolbeault-Kohomologie {\displaystyle H_{\overline {\partial }}^{p,q}(M)} ist. In mathematischer Kürze bedeutet dies
{\displaystyle H_{\overline {\partial }}^{p,q}(M)\cong H_{G}^{q}(M,\Omega ^{p}(M)).}